# Lincoln–Kennedy legendă urbană
Coincidențele care leagă președinții americani Abraham Lincoln și John F. Kennedy sunt o piesă din folclorul american de origine necunoscută. Lista coincidențelor a apărut în presa americană în 1964, un an după asasinarea lui John F. Kennedy, apărând înainte de aceasta în Buletinul Comitetului Congresului GOP .   Martin Gardner a examinat lista într-un articol din Scientific American, reeditat mai târziu în cartea sa, The Magic Numbers of Dr. Matrix .  Versiunea lui Gardner a listei conținea 16 articole; multe versiuni ulterioare au circulat în liste mult mai lungi. Lista este încă în circulație astăzi, rezistând în imaginația populară de peste 50 de ani. În 1992, Sceptic Inquirer a organizat un „Concurs de coincidențe prezidențiale înfricoșătoare”. Unul dintre câștigători a găsit o serie de șaisprezece coincidențe între Kennedy și fostul președinte mexican Álvaro Obregón, în timp ce celălalt a venit cu liste similare pentru alte douăzeci și una de perechi de președinți americani. 

## Lista
Snopes oferă „lista retipărită care circulă pe scară largă în mod continuu” ca având următoarele elemente: 
- Ambii președinți au fost aleși la Congres în '46.
- Ambii președinți au fost aleși la președinție în ’60.
- „Lincoln” și „Kennedy” au câte 7 litere.
- Ambii erau preocupați în special de drepturile civile.
- Ambele soții și-au pierdut un copil în timp ce locuiau la Casa Albă.
- Ambii președinți au fost împușcați într-o zi de vineri.
- Amândoi au fost împușcați în cap.
- Secretarul lui Lincoln, numit Kennedy, l-a avertizat să nu meargă la teatru. Secretarul lui Kennedy, numit Lincoln, l-a avertizat să nu meargă la Dallas.
- Ambii au fost asasinați de către sudiști.
- Ambii au fost succedați de către sudiști.
- Ambii succesori au fost numiți Johnson.
- Ambii succesori s-au născut în ’08.
- Lincoln a fost asasinat în Teatrul lui Ford. Kennedy a fost împușcat într-o mașină Ford.
- Ambii asasini, John Wilkes Booth și Lee Harvey Oswald, s-au născut în '39.
- Ambii asasini erau cunoscuți după cele trei nume ale lor.
- Numele fiecărui asasin este format din cincisprezece litere.
- Booth a fugit de la teatru și a fost prins într-un depozit; Oswald a fugit dintr-un depozit și a fost prins într-un teatru.
- Booth și Oswald au fost asasinați înainte de procesele lor.

## Analiză
Unii folcloriști urbani au postulat că lista oferea o modalitate prin care oamenii să înțeleagă două evenimente tragice din istoria americană prin căutarea unor tipare. Gardner și alții au spus că este relativ ușor să găsești modele aparent semnificative legate de două persoane sau evenimente. 
Majoritatea elementelor de mai sus sunt adevărate, cum ar fi anul în care Lincoln și Kennedy au fost aleși fiecare președinte, dar acest lucru nu este atât de neobișnuit, având în vedere că alegerile prezidențiale se organizează doar o dată la patru ani. Câteva dintre elemente sunt pur și simplu false: de exemplu, nu există nicio înregistrare care să arate că Lincoln avea un secretar pe nume Kennedy; Secretarii lui Lincoln au fost John Hay și John G. Nicolay. Lincoln nu a avut niciodată un secretar pe nume Kennedy.  John Wilkes Booth s-a născut în 1838, nu în 1839, iar Lee Harvey Oswald era cunoscut doar drept „Lee Oswald” înainte de asasinat. Cu toate acestea, fotbalistul lui Lincoln, William H. Crook l-a sfătuit pe Lincoln să nu meargă în acea noapte la Teatrul Ford.   David Mikklenson, în Snopes, subliniază, de asemenea, numeroase moduri în care Lincoln și Kennedy nu se potrivesc, pentru a arăta natura superficială a presupuselor coincidențe: De exemplu, Lincoln s-a născut în 1809, dar Kennedy în 1917; deși Lincoln și Kennedy au fost aleși amândoi în '60, Lincoln era deja la cel de-al doilea mandat când a fost asasinat, dar Kennedy nu, și nici anii, lunile sau datele asasinatelor lor nu se potrivesc.  

## Moștenirea muzicală
Buddy Starcher a scris o melodie relatând multe dintre aceste coincidențe și paralele între carierele și moartea celor doi președinți, intitulată „Istoria se repetă". A devenit un hit în Top 40 în primăvara anului 1966,  și a ajuns pe locul doi în Top country. Cab Calloway a înregistrat, de asemenea, un loc într-un top mai mic cu melodia în același an. 

## Legături externe
- Articolul "Linkin' Kennedy" la Snopes.com